# زرزور رمادي
زرزور رمادي (الاسم العلمي: Creatophora  cinerea) (بالإنجليزية: Wattled  Starling)‏ هو طائر ينتمي إلى زرزور (فصيلة: Sturnidae).